# Fünf von der Jazzband
Fünf von der Jazzband ist eine musikalische Tonfilmkomödie, die Erich Engel 1931/32 nach einem Drehbuch, das Hermann Kosterlitz (später Henry Koster) und Curt Alexander frei nach dem gleichnamigen Lustspiel von Felix Joachimson verfasst hatten, für die Produktionsgemeinschaft Tobis-Tonbild-Syndikat und Deutsche Universal-Film AG Berlin in Szene setzte. Jenny Jugo wurde darin zum Star. Peter Lorre spielte einen Autodieb.

## Handlung
Im Varieté Trocadero bemühen sich die vier Jazz-Musiker Jim, Moritz, Jean und Bill um ein Engagement. Während des Vorspielens mischt sich heimlich das Mädchen Jessie unter sie und erweckt den Anschein, als ob sie zu ihnen gehört. Sie gefällt dem Direktor so gut, dass er alle auf der Stelle engagiert. Aber da Jessie über keinerlei musikalische Fähigkeiten verfügt, kommt es zu zahlreichen Verwicklungen.

## Produktionsnotizen
Fünf von der Jazzband war das erste Theaterstück des Journalisten Felix Joachimson; es wurde am 22. September 1927 in einer Doppel-Première sowohl am Staatlichen Schauspielhaus Berlin, hier in der Regie von Erich Engel, als auch am Landestheater Braunschweig erstaufgeführt.
Die Produktion der beiden Firmen Tonbild-Syndikat AG (Tobis) und Deutsche Universal-Film AG Berlin wurde von Reimar Kuntze photographiert, dem Harro Ernst Bremer an der Kamera assistierte. Die Filmbauten schuf Erich Czerwonski. Die Maskenbildner hießen Adolf Braun und Martin Gericke, den Schnitt besorgte Andrew Marton, Tonmeister war Hans Grimm. In die Produktionsleitung teilten sich Joe Pasternak und Hans Conradi, als Aufnahmeleiter wirkte Heinz Landsmann. Die Dreharbeiten in Wien wurden Ende 1931 / Anfang 1932 abgeschlossen. Den Verleih besorgte die Deutsche Universal-Film AG Berlin-Kreuzberg.
Die Filmmusik komponierte Theo Mackeben, der auch im Film mitwirkte. Die Liedtexte schrieb Fritz Rotter. Enthalten war das Lied “Täglich Musik, so oft wie möglich Musik ...”, das zusammen mit dem Titelsong “Fünf von der Jazzband”, gespielt von Theo Mackeben mit seiner Jazz-Band, auch auf Grammophonplatte erschien.
Der Film lag der Reichsfilmzensur am 18. März 1932 vor und erhielt unter der Nummer B.31240 Jugendverbot. Er wurde in Wien am 19. März 1932, in Berlin erst am 12. April 1932 im Kino „Capitol“ uraufgeführt.

## Rezeption
Die wilde Musikkomödie der späten Republik war erfolgreich und fand Erwähnung in:
- Georg Herzberg im Film-Kurier Nr. 87 vom 13. April 1932[2]
- Betz (d. i. Hans-Walther Betz) in Der Film vom 16. April 1932[3]
- Br., im Hamburger Echo Nr. 105 vom 30. April 1932[4]

Siegfried Kracauer fand in der Frankfurter Zeitung vom 20. April 1932: „Der Film "Fünf von der Jazzband" ist eine erfreuliche Ausnahme unter den deutschen Lustspielfilmen und bestätigt wieder das Talent  Erich Engels. Zum Lobe dieser nach Joachimsons Theaterstück gedrehten Komödie wüßte ich nichts Besseres zu sagen, als daß sie eine reizende Zerstreuung ist, die bis auf den abfallenden, grundverkehrten Schluß voller scharmanter [sic] Pointen steckt.“